# Алжирская национальная народная армия
Алжирская национальная народная армия (араб. الجيش الوطني الشعبي الجزائري‎) — военная организация Республики Алжир предназначенная для защиты свободы, независимости и территориальной целостности государства.
ВС Алжира состоят из органов управления, Сухопутных войск, Военно-воздушных сил, Военно-морских сил и территориальных войск ПВО.

## Общие сведения
| Национальная народная армия Алжира                              | Национальная народная армия Алжира |
| --------------------------------------------------------------- | --- |
| Виды вооружённых сил:                                           | Сухопутные войска Алжира; Военно-морские силы Алжира; Военно-воздушные силы Алжира; Территориальные силы противовоздушной обороны Алжира.(по данным на 2009 год) |
| Призывной возраст и порядок комплектования:                     | Вооружённые силы Алжира комплектуются на основе закона о всеобщей воинской повинности, гражданами Алжира в возрасте 19—30 лет; срок прохождения службы — 18 месяцев (6 месяцев начальной военной подготовки, 12 месяцев гражданские проекты). (по данным на 2006 год) |
| Человеческие ресурсы, доступные для воинской службы:            | мужчины в возрасте 16—49: 10,273,129 женщины в возрасте 16—49: 10,114,552 (2010 оценочно) |
| Человеческие ресурсы, пригодные для воинской службы:            | мужчины в возрасте 16—49: 8,622,897 женщины в возрасте 16—49: 8,626,222 (2010 оценочно) |
| Человеческие ресурсы, ежегодно достигающие призывного возраста: | мужчины: 342,895 женщины: 330,098 (2010 оценочно) |
| Военные расходы — процент от ВВП:                               | 3.3 % (по данным на 2006 год), 37 место в мире |

Вооружения
Импорт вооружений Алжиром в 2003-2012 гг., по данным на 2013 год (неполные данные): Архивная копия от 1 июня 2013 на Wayback Machine
В период с 2016 по 2020 год Алжир занимал шестое место в списке крупнейших мировых импортеров вооружений.
Алжир традиционно закупал вооружение и технику в СССР и в настоящее время продолжает военное сотрудничество с Россией. 

С 2013/2014 гг. Алжир в больших масштабах закупает технику, произведенную в Германии, с 2017 года Алжир входит в список 10 крупнейших импортеров оружия из Германии.

## Состав вооружённых сил

### Органы управления
- Министерство обороны Алжира

### Сухопутные войска
Россия поставила 185 танков Т-90С, три зенитные ракетные системы С-300ПМУ-2 и ЗРПК «Панцирь-С1». В 2011–2012 годах Алжир обратился к Германии и заказал первую партию бронетранспортёров TPz 1 Fuchs в количестве 54 единиц из 1200 планируемых БТР.

### Военно-морские силы
Россия поставила две дизельные подводные лодки проекта 636. В Китае были заказаны три фрегата F-22A. В 2011–2012 годах Алжир обратился к Германии и заказал два фрегата типа MEKO-A200.

### Военно-воздушные силы
Военно-воздушные силы (ВВС) ВС Алжира были созданы после провозглашения независимости страны в 1962 году. Военно-воздушные силы принимали ограниченное участие в арабо-израильской войне 1967 года и 1973 года. 

Алжир традиционно закупал авиационное вооружение и технику в Союзе ССР и в настоящее время продолжает военное сотрудничество с Россией. Россия поставила в Алжир в том числе 44 многоцелевых истребителя Су-30МКА.
Территориальные силы противовоздушной обороны